# Любавский, Кузьма Васильевич
Кузьма Васильевич Любавский (22 ноября 1921, Рязанская область — 22 августа 1999, Москва) — бригадир проходчиков тоннельного отряда № 5 управления «Тбилтоннельстрой» Министерства транспортного строительства СССР, Грузинская ССР. Внёс значительный вклад в строительство Тбилисского метрополитена. Герой Социалистического Труда (1966).

## Биография
Родился в 1921 году в крестьянской семье в одном из сельских населённых пунктов современной Рязанской области. После получения начального образования трудился в сельском хозяйстве. С 1940 года — рабочий, проходчик на строительстве третьей очереди Московского метрополитена. В последующие годы трудился на строительстве тоннелей в Армении, Сухуме, одной из железнодорожных станций в Абхазии.
С 1952 года — бригадир проходчиков тоннельного отряда № 5 управления «Тбилтонеельстрой», директором которого был Виктор Давидович Гоциридзе. В его бригаде трудился проходчик, будущий бригадир Грузо Иванович Оболадзе, удостоенный вместе с ним в 1966 году звания Героя Социалистического Труда.
Бригада под его руководством закладывала ствол одной из первых шахт будущего Тбилисского метро на улице Инашвили. В последующем бригада трудилась на шахте № 3, где прокладывала подземные трассы от будущей станции «Площадь Марджанишвили». С 1962 года трудился на сложном гидрогеологическом участке шахты № 6 на площади Шаумяна, под которой проходил один из самых сложных участков с агрессивными термальными водами. В последующем его бригада сооружала наклонный ход станции «26 комиссаров».
С 1964 года в его бригаде стали применять механизированный проходческий щит, что значительно увеличило производительность и качество работ. Проходческий щит представлял собой крупногабаритную машину, за которой следовали бетоноукладчик, транспортёр и другие механизированные средства с общей рабочей длиной в 50 метров. Его бригада стала первым трудовым коллективом управления «Тбилтоннельстрой», удостоенной почётного звания «Коллектив коммунистического труда».
Бригада под его руководством строила станции «Площадь Марджанишвили», «Площадь Руставели», «26 комиссаров», «300 Арагвели», «Исани», «Текникури университети», «Комсомольская».
Указом Президиума Верховного Совета СССР от 2 апреля 1966 года удостоен звания Героя Социалистического Труда за «достигнутые успехи в развитии сельского хозяйства, промышленности и науки Грузинской ССР» с вручением ордена Ленина и золотой медали «Серп и Молот» (№ 10857).
Этим же указом званием Героя Социалистического Труда был награждён бригадир проходчиков управления «Тбилтоннельстрой» Грузо Иванович Оболадзе.
В последующие годы переехал в Москву. С 1984 года — персональный пенсионер союзного значения. Умер в августе 1999 года.
Награды
- Герой Социалистического Труда
- Орден Ленина
- Орден Дружбы народов (28.01.1980)